# ユハ・ピリネン
ユハ・ピリネン（フィンランド語: Juha Pirinen、1991年10月22日 - ）は、フィンランドのサッカー選手。フィンランド代表。ポジションはMF。

## 略歴
バルケアコスに生まれる。11歳の頃よりFCハカのユースに入団し6年間を過ごした後、トップチームに昇格した。しかし、1試合しか出場出来なかったことから離脱して、翌年にタンペレ・ユナイテッドへ移籍した。

## 代表歴
2016年1月10日に行われたスウェーデン代表との親善試合で初出場し、勝利をチームメイトと分かち合った。